# Campeonato Sul-Americano de Voleibol Feminino Sub-14
Campeonato Sul-Americano de Voleibol Feminino Sub-14 é um torneio de seleções de voleibol da América do Sul de categoria de base. Sua primeira edição ocorreu em 2014, no Peru.

## Hitória
Seguindo a proposta da FIVB de incentivar a prática da modalidade entre os mais jovens, a CSV se tornou a primeira confederação a criar um torneio de categoria pré-infantil, como também aconteceu na categoria infantil. Com isso, no ano de 2014 foi realizado no Peru o primeiro campeonato sub-14 na América do Sul.
Tradicional equipe da modalidade e maior vencedora de todas as categorias, o Brasil não esteve presente na primeira edição do torneio; além deste, Venezuela e Colômbia também não demonstraram interesse em participar. Um total de cinco países competiram em Chosica: Argentina, Bolívia, Chile, Peru e Uruguai. O Peru tornou-se o primeiro campeão da categoria ao bater a arquirrival Argentina na final, enquanto que a surpreendente Bolívia conquistou o bronze ao derrotar o Chile, garantindo sua primeira medalha em uma competição da CSV.

## Quadro geral
| Ordem | País      | Medalha de ouro | Medalha de prata | Medalha de bronze | Total |
| ----- | --------- | --------------- | ---------------- | ----------------- | ----- |
| 1     | Peru      | 1               | 0                | 0                 | 1     |
| 2     | Argentina | 0               | 1                | 0                 | 1     |
| 3     | Bolívia   | 0               | 0                | 1                 | 1     |

## MVPpor edição
- 2014 –  Kiara Montes